# 并行模式库
并行模式库（Parallel Patterns Library，PPL）是微软的本地C++库用于并发编程。 从Visual Studio 2010引入，很好地兼容于C++11语言标准。 

## 例子
对于串行的循环：
```
  for (int x=0; x < width; ++x)
  {
     //Something parallelizable
  }
```

可以使用parallel_for改为并行循环实现:
```
  #include <ppl.h>
  // . . .
 Concurrency::parallel_for (0, width, [=](int x)
 {
     //Something parallelizable
 });
```

MSDN描述该库使用Concurrency Runtime调度与资源管理，提供通用、类型安全算法与容器。从Visual Studio 2015开始，Concurrency Runtime Task Scheduler不再调度在ppltasks.h中的task类与相关类型，而是用Windows ThreadPool以得到更好性能，以及能与Windows同步原语交互。并行算法如parallel_for继续使用Concurrency Runtime Task Scheduler。